# IFK Stockaryd
IFK Stockaryd är en idrottsförening i Stockaryd som bildades 1929. Idag har föreningen runt 500 medlemmar och verksamheter inom fotboll, orientering, badminton, tennis och gympa men även motion och skidor som varje år ställer upp med ca 10 Vasalöpare. 
Fotbollens A-lag som sedan några år är en fusion med Rörviks IF ligger för närvarande i Div 5.
Även ishockey har spelats i IFK Stockaryds regi. År 1974 bildade man dock, tillsammans med sävsjölaget HC Pinuten, HA74.
I IFK Stockaryds motionsgård "Tallbacken" inryms idag ett gym i källarplan, där medlemmar som betalar gymkort är välkomna att träna.